# 原鶴海鰻
原鶴海鰻（学名：Congresox talabon），俗稱門鱔，为海鰻科原鶴海鰻屬下的一个种。该物种于1829年由乔治·居维叶描述及命名。主要分布于印度洋及西太平洋海域。栖息深度最深为100米。